# Лозки (Смоленская область)
Лозки — деревня в Рославльском районе Смоленской области России. Входит в состав Липовского сельского поселения. По состоянию на 2007 год постоянного населения не имеет. 
Расположена в южной части области в 10 км к юго-востоку от Рославля, в 1 км севернее автодороги А141 Орёл — Витебск. В 3 км севернее деревни расположена железнодорожная станция Липовская на линии Рославль — Брянск. 

## История
В годы Великой Отечественной войны деревня была оккупирована гитлеровскими войсками в августе 1941 года, освобождена в сентябре 1943 года.